# Лорд Приливов
«Лорд Приливов» (англ. The Lord of the Tides) — восьмой эпизод первого сезона фантастического телесериала «Дом Дракона», снятый режиссёром Гитой Патель по сценарию Айлин Шим. Его премьера состоялась 9 октября 2022 года.

## Сюжет
Действие эпизода происходит через 6 лет после действия предыдущей серии. Власть над Вестеросом фактически оказывается в руках десницы Отто Хайтауэра — отца королевы Алисент, жены слабого и больного короля Визериса I Таргариена. Это не устраивает дочь Визериса от первого брака Рейениру, которая совместно с мужем Дейемоном готовится к открытой борьбе. Возникает и ещё одна проблема: здоровье Корлиса Велариона оказывается в смертельной опасности, и его младший брат Вейемонд предъявляет претензии на Дрифтмарк.
Визерис, выслушав Вейемонда, объявляет наследником Дрифтмарка Люцериса — сына Рейениры и номинального внука Корлиса. В ярости Вейемонд называет детей Рейениры бастардами, и Дейемон разрубает ему голову мечом. Король устраивает пир, чтобы восстановить мир внутри семьи, но Эйемонд (сын Алисент) провоцирует драку с сыновьями Рейениры. Визерис в своих покоях, приняв Алисент за Рейениру, рассказывает ей о сне своего предка Эйегона, а затем умирает в одиночестве.

## Премьера и восприятие
3 октября 2022 года появился тизер восьмого эпизода. Премьера состоялась 9 октября. «Лорд Приливов» получил хвалебные отзывы критиков. На агрегаторе отзывов Rotten Tomatoes он имеет рейтинг одобрения 96 %, основанный на 28 отзывах, со средним рейтингом 7,8/10. Хелен О’Хара из IGN охарактеризовала эпизод как «потрясающий, умный, хорошо написанный». Алек Боджалад из Den of Geek назвал его «захватывающим», Дженна Шерер — «лучшим эпизодом сериала на сегодняшний день».
Эпизод с Консидайном был оценён многими критиками как кульминация серии. По мнению Шерер, он достоен премии «Эмми»; TVLine назвал Консидайна «актёром недели» за эту сцену. Некоторые рецензенты особо отметили речь Визериса во время семейного ужина в Красном замке. Боджалад назвал её «звездным часом [сериала] и, возможно, одной из лучших сцен во франшизе „Игра престолов“». Сцена в Большом зале, когда Визерис пересёк комнату, чтобы добраться до Железного трона, тоже получила высокую оценку. Кроме того, критики высоко оценили режиссуру Гиты Патель, сценарий Айлин Шим, «экранную химию» Оливии Кук и Д’Арси, игру Митчелл и Мэтта Смита.